# Bineh Blang
Bineh Blang is een bestuurslaag in het regentschap Aceh Besar van de provincie Atjeh, Indonesië. Bineh Blang telt 1250 inwoners (volkstelling 2010).